# Santiago de Xerez
Santiago de Xerez (ou Santiago de Jerez em espanhol) foram uma série de cidades do antigo Império Espanhol e localizadas no atual estado brasileiro de Mato Grosso do Sul. As ruínas de sua última fundação estão localizadas no município de Aquidauana.
A localidade foi fundada em 24 de março de 1593 pelo descobridor espanhol Ruy Diaz de Guzman, sendo apoiado por jesuítas, e onde moravam milhares de índios. Por ser um marco da posse espanhola na região, foi invadida e destruída pelos Bandeirantes luso-paulistas em 1632, marcando a presença de Portugal na região do Pantanal que mais tarde veio a chamar-se Aquidauana. 